# Vrouwengeschiedenis
Vrouwengeschiedenis is de geschiedschrijving die is gericht op het onderzoek naar de rol van vrouwen en de verhouding tussen de seksen in het verleden.
De mannelijke meerderheid in de wetenschap en de belangrijkste maatschappelijke functies hebben, volgens feministische wetenschappers en wetenschapsfilosofen, hun weerslag gehad op de manier waarop wetenschap wordt bedreven, zelfs al wordt dit gedaan vanuit een standpunt dat wetenschap universeel en vrij van ideologie moet zijn. De rol van vrouwen is daardoor in meer of mindere mate uit beeld verdwenen of neergezet als een stereotype. Vrouwenstudies moeten deze bewuste of onbewuste vooronderstellingen via kritisch onderzoek achterhalen.
Vrouwengeschiedenis ontstond uit de eerste feministische golf met in Nederland onder meer de oprichting van het Internationaal Archief voor de Vrouwenbeweging in 1935. Tijdens de tweede feministische golf werd het ook een wetenschappelijke discipline.
Aanvankelijk vond het onderzoek plaats vanuit een marxistische achtergrond met de man als onderdrukker en de vrouw als slachtoffer. Dit kon echter niet verklaren hoe de verhoudingen tot stand waren gekomen. Het genderbegrip bood hiervoor betere mogelijkheden. Bij gendergeschiedenis wordt niet alleen de rol van vrouwen onderzocht, maar ook hoe de onderlinge verhoudingen tussen de geslachten cultureel en sociaal gevormd waren en de gevolgen daarvan.

## Tijdschriften
Nederland kent en kende diverse tijdschriften op het gebied van de vrouwengeschiedenis en de vrouwenbeweging:
- DinaMiek (1984-1999)
- Historica, tijdschrift voor gendergeschiedenis (1978-nu)